# Utva Aero 3
Die Utva Aero 3 (serbisch-kyrillisch Утва Аеро 3) war ein kolbenmotorgetriebenes Flugzeug für die Anfängerschulung des jugoslawischen Herstellers Utva, um die Ikarus Aero 2 zu ersetzen. Insgesamt wurden 110 Stück für die jugoslawischen Luftstreitkräfte gebaut und waren von 1958 bis Mitte der 1970er-Jahre im Einsatz. In der Folgezeit wurden sie dann durch die Utva 75 ersetzt.

## Konstruktion und Geschichte
Die Aero 3 wurde als Anfängerschulflugzeug entwickelt, wobei Lehrer und Schüler unter einer zweiteiligen Kabinenhaube hintereinander saßen. Es besaß ein nicht einziehbares Spornradfahrwerk und wurde durch einen Kolbenmotor Lycoming O-435 angetrieben. Die Aero 3 war auch für die Nacht- und Instrumentenflugausbildung ausgerüstet und wurde ab 1956 bei den jugoslawischen Luftstreitkräften eingeführt.
Heute werden noch einige Aero 3 bei Flugsportclubs geflogen.

## Militärische Nutzer
- Jugoslawien

## Technische Daten
| Kenngröße             | Daten                                                |
| --------------------- | ---------------------------------------------------- |
| Besatzung             | 2                                                    |
| Länge                 | 8,58 m                                               |
| Spannweite            | 10,5 m                                               |
| Höhe                  | 2,7 m                                                |
| Flügelfläche          | 18,9 m²                                              |
| Flügelstreckung       | 5,8                                                  |
| Leermasse             | 679 kg                                               |
| max. Startmasse       | 1198 kg                                              |
| Reisegeschwindigkeit  | 180 km/h                                             |
| Höchstgeschwindigkeit | 230 km/h                                             |
| Dienstgipfelhöhe      | 6800 m                                               |
| Reichweite            | 680 km                                               |
| Triebwerke            | 1 × Lycoming O-435-A-Kolbenmotor mit 142 kW (193 PS) |